# Martin Georg Wallenstråle
Martin Georg Wallenstråle, född 3 oktober 1733, död 3 juni 1807, var en svensk biskop. Wallenstråle var son till biskop Georg Wallin den yngre i Göteborgs stift. I egenskap av biskopsson blev han adlad 1756.
Han promoverades till filosofie magister vid Uppsala universitet år 1758 och förordnades omedelbart därefter till vice lektor och vice bibliotekarie i Göteborg. År 1760 blev han utnämnd till gymnasieadjunkt och bibliotekarie i survivans där. Efter prästexamen i Lund blev han 1761 kallad till hovpredikant. Hösten samma år anträdde han en utrikesresa, som varade till 1766 med vistelse i Amsterdam, Leyden, Paris, Oxford, Cambridge, Leipzig, Wittenberg och Berlin. Vistelsen i England varade två år. 
Under sin bortovaro hade han blivit befordrad till lektor i historia vid Göteborgs gymnasium. Vid Gustav III:s kröning 1772 utnämndes han till teologie doktor i Uppsala och erhöll 1777 fullmakt att med bibehållande av sitt lektorat vara kyrkoherde i Fjärås pastorat i Halland. Från lektoratet erhöll han 1779 tjänstledighet. År 1781 utnämndes Wallenstråle till kyrkoherde i regalpastoratet Kumla och Hallsberg och tillträdde ämbetet 1783. År 1789 utnämndes han till biskop i Kalmar stift.
Under sin lektorstid utövade Wallenstråle omfattande litterär verksamhet, varav särskilt kan nämnas en fortsättning på hans fars verk "Gothländska samlingar" samt andra lärda avhandlingar, resebrev, biografier med mera. Åren 1774–1775 var han en av utgivarna av tidningen "Götheborgs Allehanda". Därutöver deltog han livligt i stadens kulturella liv och är i synnerhet känd som främste stiftare av Kungl. Vetenskaps- och Vitterhetssamhället i Göteborg, som han organiserade och vars förste sekreterare han var 1778–1780, varunder han 1778 lyckades genomföra att samfundet fick kunglig bekräftelse. Samfundet hade haft en föregångare, Vitterhetssocieten, som sålunda ombildades av Wallenstråle.